# Ай-Тодорський маяк
Ай-Тодорський маяк (крим. Ay Todor mayağı) — один із найстаріших маяків Чорного моря, що знаходиться на мисі Ай-Тодор.
Він працює донині з моменту побудови 1835 року за участю головнокомандувача Чорноморського флоту М. П. Лазарєва на найпівденнішому відрозі мису. Висота вежі від основи — 9 м. Висота вогню від рівня моря — 87 м. Дальність видимості вогню — 24 милі. На території маяка є пам'ятка археології — римське воєнне поселення Харакс, а також Музей маякової служби та навколосвітньої антарктичної експедиції 1982—1983 років. Поблизу маяка росте гігантська 1000-літня фісташка.